# Município de Salt Creek (condado de Muskingum, Ohio)
O município de Salt Creek (em inglês: Salt Creek Township) é um município localizado no condado de Muskingum no estado estadounidense de Ohio. No ano de 2010 tinha uma população de 1.112 habitantes e uma densidade populacional de 15,38 pessoas por km².

## Geografia
O município de Salt Creek encontra-se localizado nas coordenadas 39° 53′ 35″ N, 81° 51′ 02″ O. Segundo o Departamento do Censo dos Estados Unidos, o município tem uma superfície total de 72.29 km², da qual 72,27 km² correspondem a terra firme e (0,03 %) 0,02 km² é água.

## Demografia
Segundo o censo de 2010, tinha 1.112 habitantes residindo no município de Salt Creek. A densidade populacional era de 15,38 hab./km². Dos 1.112 habitantes, o município de Salt Creek estava composto pelo 97,66 % brancos, o 0,81 % eram afroamericanos, o 0,27 % eram amerindios, o 0,09 % eram asiáticos, o 0,09 % eram de outras raças e o 1,08 % eram de uma mistura de raças. Do total da população o 0,09 % eram hispanos ou latinos de qualquer raça.